# 新梅斯托城市市鎮

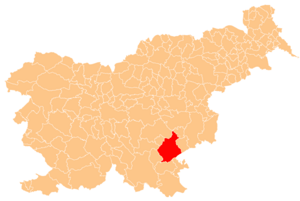

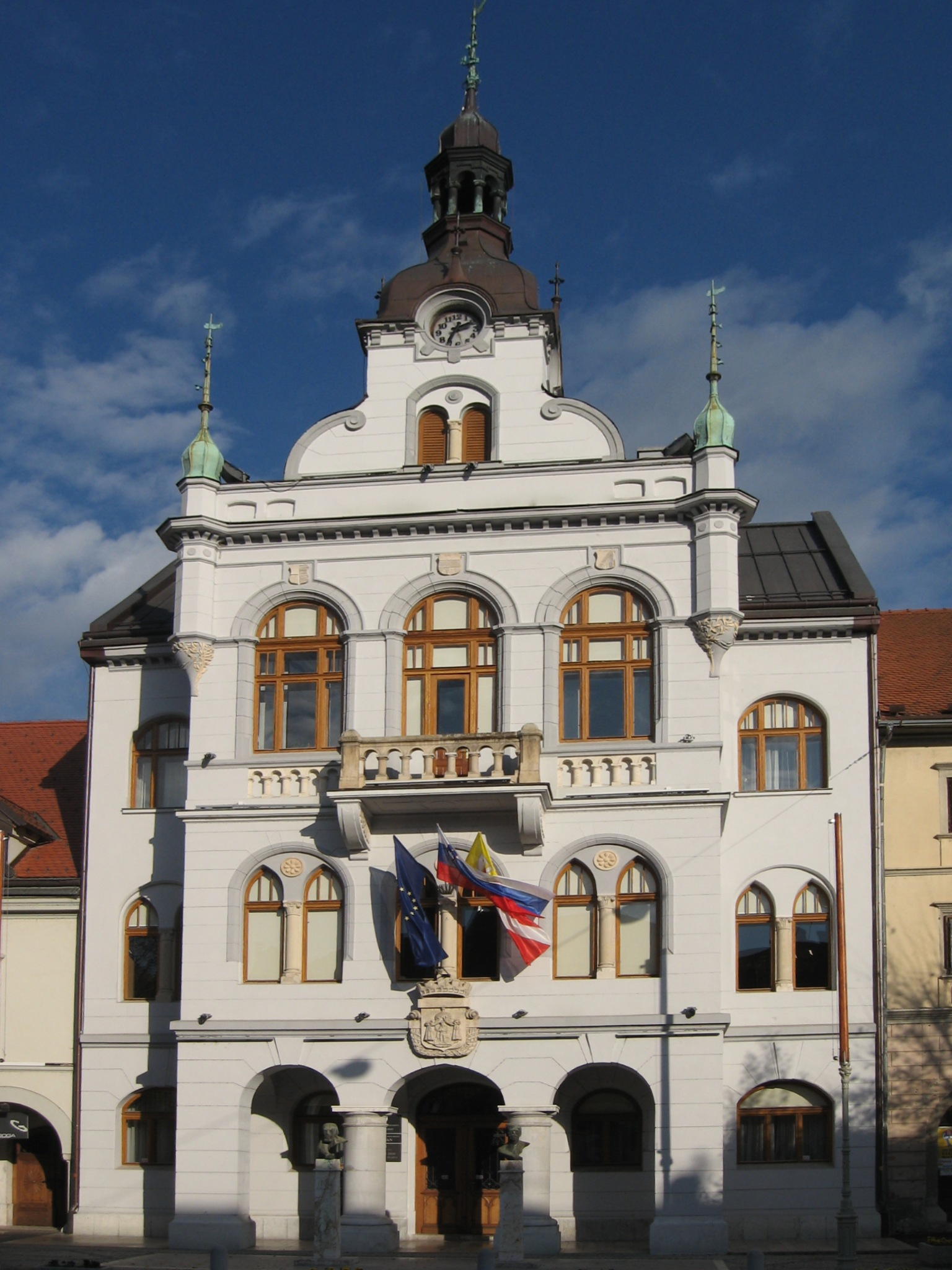

45°48′N 15°10′E / 45.800°N 15.167°E
新梅斯托城市市鎮，是斯洛文尼亞南部的一個城市市镇，行政中心为新梅斯托。面積299平方公里，海拔高度234米，2011年人口36,296，人口密度每平方公里120人。